# کنت کارلسون
 کنت کارلسون (انگلیسی: Kent Carlsson؛ زاده ۳ ژانویهٔ ۱۹۶۸) یک تنیس‌باز اهل سوئد است.